# Suslin-Hypothese
In der Mengenlehre postuliert die Suslin-Hypothese (benannt nach dem russischen Mathematiker Michail Jakowlewitsch Suslin) eine spezielle Charakterisierung der Menge der reellen Zahlen. Sie ist in dem üblichen System der Zermelo-Fraenkel-Mengenlehre weder beweis- noch widerlegbar.

## Motivation
Georg Cantor zeigte folgende ordnungstheoretische Charakterisierung der reellen Zahlen: Eine nichtleere lineare Ordnung {\displaystyle \langle P,<\rangle } ist genau dann isomorph zu {\displaystyle \langle \mathbb {R} ,<\rangle } falls gilt:
- {\displaystyle P} ist unbeschränkt: Für jedes {\displaystyle p\in P} gibt es {\displaystyle q,r\in P} sodass {\displaystyle q<p<r}.
- {\displaystyle P} ist dicht: Für jedes Paar {\displaystyle p,q\in P} mit {\displaystyle p<q} gibt es ein {\displaystyle r\in P} sodass {\displaystyle p<r<q}.
- {\displaystyle P} ist vollständig: Jede nichtleere nach oben beschränkte Teilmenge von {\displaystyle P} hat ein Supremum in {\displaystyle P}.
- {\displaystyle P} ist separabel: {\displaystyle P} enthält eine abzählbare, dichte Teilmenge.

Jede solche lineare Ordnung {\displaystyle \langle P,<\rangle } erfüllt zudem die sogenannte abzählbare Antikettenbedingung: 
- Jede Familie von offenen, paarweise disjunkten Intervallen von {\displaystyle P} ist höchstens abzählbar.

Der Beweis dieser zusätzlichen Eigenschaft folgt direkt der Separabilität. Suslin stellte 1920 die Hypothese auf, dass auch die Umkehrung gilt, also Separabilität und abzählbare Antikettenbedingung äquivalent sind.

## Formulierung und Konsequenzen
Die Suslin-Hypothese lässt sich also ausdrücken:
Jede unbeschränkte, dichte, vollständige lineare Ordnung, die die abzählbare Antikettenbedingung erfüllt, ist isomorph zu der Ordnung der reellen Zahlen.
Ronald Jensen zeigte 1968, dass in dem Modell {\displaystyle L} der konstruktiblen Mengen die Suslin-Hypothese falsch ist. Mit Hilfe der Forcing-Methode konstruierten Robert M. Solovay und Stanley Tennenbaum 1971 ein Modell, in dem die Hypothese wahr ist, sie ist also weder beweis- noch widerlegbar.